# NGC 343
NGC 343 je galaksija u zviježđu Kit.

## Vanjske poveznice
- SEDS: NGC 343